# Шандрук, Олег Николаевич
Оле́г Никола́евич Шандру́к (укр. Олег Миколайович Шандрук; род. 30 января 1983[…], Смыга, Ровенская область) — украинский футболист, защитник. Главный тренер клуба «Верес».

## Биография
Проходил обучение в спортивном интернате «Темп» из города Шепетовка. Первый тренер — Евгений Рыбак. Выступал за команды: «Волынь» (Луцк), «Шахтер-2» (Донецк), «Арсенал» (Киев) и «Черноморец» (Одесса). В высшей лиге провёл 31 матч, забил 1 гол.
В 2018—2019 годах был главным тренером клуба «Верес».

## Достижения

### Личные
- Лучший тренер месяца украинской Премьер-лиги: ноябрь 2024

## Тренерская статистика
| Команда | Начало работы   | Окончание работы | Результаты | Результаты | Результаты | Результаты | Результаты |
| Команда | Начало работы   | Окончание работы | И          | В          | Н          | П          | % побед    |
| ------- | --------------- | ---------------- | ---------- | ---------- | ---------- | ---------- | ---------- |
| Верес   | 7 августа 2018  | 10 июня 2019     | 24         | 12         | 4          | 8          | 050,00     |
| Верес   | 12 декабря 2023 | 17 декабря 2024  | 35         | 11         | 12         | 12         | 031,43     |
| Верес   | 17 декабря 2024 | н.в.             | 16         | 4          | 2          | 10         | 025,00     |
| Всего   | Всего           | Всего            | 75         | 27         | 18         | 30         | 036,00     |